# Tom Malchow
Thomas ("Tom") Andrew Malchow, nascut el 18 d'agost de 1976 a Saint Paul, a l'estat nord-americà de Minnesota) és un nedador dels Estats Units, guanyador d'un or olímpic a Sydney 2000 i una medalla de plata a Atlanta 1996. Malchow rebaixà el rècord del món a la prova de 200 m papallona en possessió del rus Denís Pankràtov des de l'any 2000.
Malchow fou el capità de l'Equip masculí de Natació dels Estats Units durant els Jocs Olímpics d'Atenes 2004 i membre de l'USS, l'Equip de Natació Estrella dels Estats Units.